# Kenneth Mars
Kenneth Mars (Chicago, 4 aprile 1935 – Los Angeles, 12 febbraio 2011) è stato un attore e doppiatore statunitense.

## Biografia
È noto per aver dato vita a personaggi con esagerati accenti, come il folle nazista Franz Liebkind in Per favore, non toccate le vecchiette (1968), e l'inarrestabile poliziotto Hans Wilhelm Fredrich Kemp in Frankenstein Junior (1974), entrambi diretti da Mel Brooks. Interpretò anche il croato Hugh Simon in Ma papà ti manda sola? (1972) di Peter Bogdanovich e il rabbino Baumel in Radio Days (1987) di Woody Allen. È noto inoltre al pubblico statunitense per aver prestato la voce a Re Tritone, padre di Ariel, ne La sirenetta (1989) della Disney e a nonno Collolungo nella serie cinematografica Alla ricerca della Valle Incantata. 
Lavorò per la televisione americana sia come attore sia come doppiatore. Da ricordare la sua partecipazione alla serie cult di fantascienza Star Trek: Deep Space Nine, nell'episodio "Shadowplay", e alla serie Malcolm (2002-2004), in cui interpretò il ruolo dell'eccentrico Otto Mannkusser.
Morì nel 2011 all'età di 75 anni, a seguito di un tumore al pancreas.

## Filmografia parziale

### Cinema
- Per favore, non toccate le vecchiette (The Producers), regia di Mel Brooks (1968)
- Sento che mi sta succedendo qualcosa (The April Fools), regia di Stuart Rosenberg (1969)
- Butch Cassidy (Butch Cassidy and the Sundance Kid), regia di George Roy Hill (1969)
- Riprendiamoci Forte Alamo! (Viva Max), regia di Jerry Paris (1969)
- Desperate Characters, regia di Frank D. Gilroy (1971)
- Ma papà ti manda sola? (What's Up, Doc?), regia di Peter Bogdanovich (1972)
- Perché un assassinio (The Parallax View), regia di Alan J. Pakula (1974)
- Frankenstein Junior (Young Frankenstein), regia di Mel Brooks (1974)
- Bersaglio di notte (Night Moves), regia di Arthur Penn (1975)
- Goin' Coconuts, regia di Howard Morris (1978)
- La banda delle frittelle di mele colpisce ancora (The Apple Dumpling Gang Rides Again), regia di Vincent McEveety (1979)
- Che fatica essere lupi (Full Moon High), regia di Larry Cohen (1981)
- Barbagialla, il terrore dei sette mari e mezzo (Yellowbeard), regia di Mel Damski (1983)
- Protocol, regia di Herbert Ross (1984)
- Fletch - Un colpo da prima pagina (Fletch), regia di Michael Ritchie (1985)
- A tutta birra (Beer), regia di Patrick Kelly (1985)
- Prince Jack, regia di Bert Lovitt (1985)
- Radio Days, regia di Woody Allen (1987)
- Per gioco e... per amore (For Keeps?), regia di John G. Avildsen (1988)
- Illegalmente tuo (Illegally Yours), regia di Peter Bogdanovich (1988)
- Rented Lips, regia di Robert Downey Sr. (1988)
- Scuola di polizia 6 - La città è assediata (Police Academy 6: City Under Siege), regia di Peter Bonerz (1989)
- Ombre e nebbia (Shadows and Fog), regia di Woody Allen (1991)
- Miss Magic (Rough Magic), regia di Clare Peploe (1995)
- La storia di Ruth, donna americana (Citizen Ruth), regia di Alexander Payne (1996)
- Teddy Bears' Picnic, regia di Harry Shearear (2002)

### Televisione
- Get Smart – serie TV, episodio 2x30 (1967)
- Colombo (Columbo) – serie TV, episodio 6x03 (1977)
- You Can't Take It with You, regia di Paul Bogart – film TV (1979)
- La signora in giallo (Murder, She Wrote) – serie TV, episodio 1x17 (1985)
- Ai confini della realtà (The Twilight Zone) – serie TV, episodio 1x41 (1986)
- Hardcastle & McCormick – serie TV, episodio 3x16 (1986)
- Star Trek: Deep Space Nine – serie TV, episodio 2x16 (1994)
- Will & Grace – serie TV, episodio 4x09 (2001)
- Malcolm – serie TV, 25 episodi (2002–2004)
- Hannah Montana – serie TV, episodio 1x23 (2007)

### Doppiaggio
- I pronipoti - serie animata (1962)
- M-U-S-H - serie animata (1975)
- Laverne & Shirley in the Army - serie animata, episodio 1x01 (1981)
- Mork & Mindy/Laverne & Shirley/Fonz Hour - serie animata (1982)
- The Dukes - serie animata, 13 episodi (1983)
- Saturday Supercade - serie animata, episodi 1x01-1x02 (1983)
- GoBoats - serie animata (1984)
- I 13 fantasmi di Scooby Doo - serie animata, episodio 1x09 (1985)
- The Adventures of the American Rabbit, regia di Nobukata Nishizawa e Fred Wolf (1986)
- Teen Woolf - Voglia di vincere - serie animata, episodi 1x03-1x09 (1986)
- Foofur Superstar - serie animata, episodi 1x07-1x09-1x11 (1986)
- Potato Head Kids - serie animata (1986)
- Top Cat and the Beverly Hills Cats, regia di Charles A. Nichols e Paul Sommer - Film TV di animazione
- CBS Storybreak - serie animata, episodi 1x01-1x08 (1985-1988)
- The Flintstones Kids - serie animata, 16 episodi (1986-1988)
- Il cucciolo Scooby-Doo - serie animata (1988)
- La sirenetta (The Little Mermaid), regia di Ron Clements e John Musker (1989) - Re Tritone
- Darkwing Duck (1991) - Tuskernini
- We're Back! - Quattro dinosauri a New York (We're Back! A Dinosaur's Story) (1993)
- Thumbelina - Pollicina (Thumbelina), regia di Don Bluth e Gary Goldman (1994)
- Alla ricerca della Valle Incantata 2 - Le avventure della grande vallata (The Land Before Time II: The Great Valley Adventure), regia di Roy Allen Smith (1994)
- Alla ricerca della Valle Incantata 3 - Il mistero della sorgente (The Land Before Time III: The Time of the Great Giving), regia di Roy Allen Smith (1995)
- Bruno the Kid: The Animated Movie (1996)
- Alla ricerca della Valle Incantata 4 - La terra delle nebbie (The Land Before Time IV: Journey Through the Mists), regia di Roy Allen Smith (1996)
- Alla ricerca della Valle Incantata 5 - L'isola misteriosa (The Land Before Time V: The Mysterious Island ), regia di Roy Allen Smith (1997)
- Alla ricerca della Valle Incantata 6 - Il segreto di Saurus Rock (The Land Before Time VI: The Secret of Saurus Rock ), regia di Charles Grosvenor (1998)
- La sirenetta II - Ritorno agli abissi (Little Mermaid II: Return to the Sea), regia di Jim Kammerud e Brian Smith (2000) - Re Tritone
- Catastrofici castori - serie animata, episodio 4x02 (2000)
- Alla ricerca della Valle Incantata 7 - La pietra di fuoco freddo (The Land Before Time VII: The Stone of Cold Fire), regia di Charles Grosvenor (2000)
- La leggenda di Tarzan - serie animata, episodio 1x20 (2001)
- Alla ricerca della Valle Incantata 8 - Avventura tra i ghiacci (The Land Before Time VIII: The Big Freeze), regia di Charles Grosvenor (2001)
- Soldier of Fortune II: Double Helix (2002) - Videogioco
- Kingdom Hearts (2002) - videogioco
- Alla ricerca della Valle Incantata 9 - Le meraviglie del mare (The Land Before Time IX: Journey to the Big Water), regia di Charles Grosvenor (2002)
- Freelancer (2003) - videogioco
- Alla ricerca della Valle Incantata 10 - La grande migrazione (The Land Before Time X: The Great Longneck Migration), regia di Charles Grosvenor (2003)
- Alla ricerca della Valle Incantata 11 - L'invasione dei minisauri (The Land Before Time XI: Invasion of the Tinysauruses), regia di Charles Grosvenor (2005)
- Kingdom Hearts II (2005) - videogioco
- Alla ricerca della Valle Incantata 12 - Il giorno dei rettili volanti (The Land Before Time XII: The Great Day of the Flyers), regia di Charles Grosvenor (2006)
- Kingdom Hearts II: Final Mix + (2007) - Videogioco
- Alla ricerca della Valle Incantata - serie animata, episodio 1x22 (2008)

## Doppiatori italiani
Nelle versioni in italiano dei suoi film, Kenneth Mars è stato doppiato da:
- Manlio De Angelis in Ma papà ti manda sola?, Illegalmente tuo
- Mario Maranzana in Frankenstein Junior, Scuola di polizia 6 - La città è assediata
- Silvio Noto in Per favore, non toccate le vecchiette
- Sandro Iovino in La banda delle frittelle di mele colpisce ancora
- Elio Pandolfi in Barbagialla, il terrore dei sette mari e mezzo
- Paolo Lombardi in La signora in giallo
- Sergio Di Stefano in Fletch - Un colpo da prima pagina
- Giancarlo Padoan in Miss Magic
- Vittorio Battarra in Will & Grace
- Angelo Nicotra in Malcolm

Da doppiatore è sostituito da:
- Antonio Guidi in Alla ricerca della Valle Incantata 7 - La pietra di fuoco freddo, Alla ricerca della Valle Incantata 8 - Avventura tra i ghiacci, Alla ricerca della Valle Incantata 10 - La grande migrazione, Alla ricerca della Valle Incantata 11 - L'invasione dei minisauri
- Paolo Marchese in Alla ricerca della Valle Incantata 2, Alla ricerca della Valle incantata 3 - Il mistero della sorgente, Alla ricerca della Valle Incantata 6 - Il segreto di Saurus Rock
- Bruno Alessandro in La sirenetta - Le nuove avventure marine di Ariel, La sirenetta II - Ritorno agli abissi
- Pino Locchi in La sirenetta
- Gianni Musy in TaleSpin
- Vittorio Amandola in Darkwing Duck
- Sandro Tuminelli in We're Back! - 4 dinosauri a New York
- Sandro Iovino in Thumbelina - Pollicina
- Elio Zamuto in Alla ricerca della Valle Incantata 4 - La terra delle nebbie
- Dario De Grassi in Alla ricerca della Valle Incantata 5 - L'isola misteriosa
- Antonio Paiola in Alla ricerca della Valle Incantata